# باشگاه فوتبال تیانجین تایگرز
باشگاه فوتبال تیانجین تدا (به چینی: 天津泰达足球俱乐部) یک باشگاه فوتبال در شهر تیانجین در کشور چین می‌باشد که در سوپر لیگ فوتبال چین بازی می‌کند.
در سال ۲۰۱۵ مرتضی پورعلی گنجی به این باشگاه انتقال یافت.
این باشگاه در تاریخ فوریه ۱۹۹۸ تأسیس شده‌است.

## بازیکنان برجسته
- مرتضی پورعلی گنجی